# اندیس باجگون
باجگون یک اندیس فلزی است که در حوالی شهر بستاب استان یزد قرار دارد و مادهٔ معدنی موجود در آن، سرب و روی است.  